# 傳說 (Jannabi專輯)
《傳說》是韓國獨立樂團Jannabi的第二張正規專輯，於2019年3月13日發行，主打曲為〈주저하는 연인들을 위해(為了猶豫不決的戀人們)〉。

## 專輯概念
傳說是個徒有其表的莊嚴，土氣十足的名字。 另外一個意思代表，我們會聽別人說完後，繞着彎說出同樣的話。 ---Jannabi專輯製作人崔政勳

## 評論聲譽
| 評論得分 | 評論得分 |
| 來源     | 評分     |
| -------- | -------- |
| 《IZM》  | [ 2 ]    |

韓國大眾評論家金度賢(音譯)給予專輯三顆星的評價，定義《傳說》為「串流媒體時代中黃金廣播流行樂」。「如同『幹練的土氣』形容詞，還原更加平靜、柔和、玲瓏的感性。《傳說》像是是過去FM電臺裏，用隱約的類比信號和充滿感情的DJ引導的1970-80年代大衆音樂。 在最近嘻哈、新浪潮和City Pop流行中，要使80年代復古音樂受到認可，這顯然不是常見的嘗試。」

## 曲目
| 傳說     | 傳說                      | 傳說     | 傳說                 | 傳說                        | 傳說  |
| 曲序     | 曲目                      |          | 作曲                 | 编曲                        | 时长  |
| -------- | ------------------------- | -------- | -------------------- | --------------------------- | ----- |
| 1.       | 我的喜悅我的歌(Intro)（） | 崔政勳   | 崔政勳 金道亨 劉永㧋 | 崔政勳 金道亨 劉永㧋        | 3:36  |
| 2.       | Together!（）             | 崔政勳   | 崔政勳 金道亨 劉永㧋 | 崔政勳 金道亨 劉永㧋 權博士 | 3:06  |
| 3.       | Joyful Joyful（）         | 崔政勳   | 崔政勳 金道亨 劉永㧋 | 崔政勳 金道亨 劉永㧋 權博士 | 4:03  |
| 4.       | 鏡子（）                  | 崔政勳   | 崔政勳 金道亨 劉永㧋 | 崔政勳 金道亨 劉永㧋 權博士 | 3:20  |
| 5.       | 我們的孩子（）            | 崔政勳   | 崔政勳 金道亨 劉永㧋 | 崔政勳 金道亨 劉永㧋 權博士 | 2:39  |
| 6.       | DOLMARO（）               | 崔政勳   | 崔政勳 金道亨 劉永㧋 | 崔政勳 金道亨 劉永㧋 權博士 | 3:54  |
| 7.       | 傳說（）                  | 崔政勳   | 崔政勳 金道亨 劉永㧋 | 崔政勳 金道亨 劉永㧋 權博士 | 2:01  |
| 8.       | 為了猶豫不決的戀人們（）  | 崔政勳   | 崔政勳 金道亨 劉永㧋 | 崔政勳 金道亨 劉永㧋 權博士 | 4:25  |
| 9.       | 酣睡（）                  | 崔政勳   | 崔政勳 金道亨 劉永㧋 | 崔政勳 金道亨 劉永㧋 權博士 | 3:42  |
| 10.      | 惡夢（）                  | 崔政勳   | 崔政勳 金道亨 劉永㧋 | 崔政勳 金道亨 劉永㧋 權博士 | 4:52  |
| 11.      | 漆黑的雪（）              | 崔政勳   | 崔政勳 金道亨 劉永㧋 | 崔政勳 金道亨 劉永㧋 權博士 | 4:26  |
| 12.      | 夢想,書,力量,牆（）       | 崔政勳   | 崔政勳 金道亨 劉永㧋 | 崔政勳 金道亨 劉永㧋        | 4:57  |
| 总时长： | 总时长：                  | 总时长： | 总时长：             | 总时长：                    | 46:46 |

## 外部連結
1. ↑  . （原始内容存档于2019-07-06） （韩语）.
2. 1 2  . IZM.   [2019-03] （韩语）.